# WHL 2006/07
Die WHL-Saison 2006/07 war die 41. Spielzeit der Western Hockey League.  Die Play-offs starteten am 23. März 2007 und endeten mit dem fünften President’s-Cup-Gewinn der Medicine Hat Tigers am 14. Mai 2007, die sich im WHL-Finale gegen die Vancouver Giants durchsetzten.

## Teamänderungen
Die Chilliwack Bruins kamen als neues Team in die Western Hockey League und wurden in die B.C. Division gesetzt. Dadurch wurden die Kootenay Ice in die Central Division der Eastern Conference gesetzt. Die Swift Current Broncos wechselten Conference-Intern in die East Division.

## Reguläre Saison

### Abschlussplatzierungen
Abkürzungen: GP = Spiele, W = Siege, L = Niederlagen, OTL = Niederlage nach Overtime bzw. Shootout, GF = Erzielte Tore, GA = Gegentore, Pts = Punkte

Erläuterungen:       = Play-off-Qualifikation,       = Divisions-Sieger,       = Conference-Sieger,       = Scotty-Munro-Memorial-Trophy-Gewinner

#### Eastern Conference
| East Division         | GP | W  | L  | OTL | GF  | GA  | Pts |
| --------------------- | -- | -- | -- | --- | --- | --- | --- |
| Brandon Wheat Kings   | 72 | 41 | 20 | 11  | 258 | 214 | 93  |
| Regina Pats           | 72 | 36 | 28 | 8   | 234 | 220 | 80  |
| Swift Current Broncos | 72 | 33 | 36 | 3   | 199 | 241 | 69  |
| Prince Albert Raiders | 72 | 27 | 39 | 6   | 203 | 266 | 60  |
| Moose Jaw Warriors    | 72 | 28 | 41 | 3   | 217 | 271 | 59  |
| Saskatoon Blades      | 72 | 27 | 41 | 4   | 174 | 231 | 58  |

| Central Division      | GP | W  | L  | OTL | GF  | GA  | Pts |
| --------------------- | -- | -- | -- | --- | --- | --- | --- |
| Medicine Hat Tigers   | 72 | 52 | 17 | 3   | 264 | 175 | 107 |
| Kootenay Ice          | 72 | 49 | 17 | 6   | 267 | 189 | 104 |
| Calgary Hitmen        | 72 | 39 | 26 | 7   | 251 | 205 | 85  |
| Red Deer Rebels       | 72 | 35 | 28 | 9   | 206 | 214 | 79  |
| Lethbridge Hurricanes | 72 | 33 | 34 | 5   | 254 | 265 | 71  |

#### Western Conference
| B.C. Division         | GP | W  | L  | OTL | GF  | GA  | Pts |
| --------------------- | -- | -- | -- | --- | --- | --- | --- |
| Vancouver Giants      | 72 | 45 | 17 | 10  | 245 | 143 | 100 |
| Kamloops Blazers      | 72 | 40 | 26 | 6   | 245 | 222 | 86  |
| Prince George Cougars | 72 | 33 | 31 | 8   | 221 | 217 | 74  |
| Chilliwack Bruins     | 72 | 25 | 40 | 7   | 169 | 260 | 57  |
| Kelowna Rockets       | 72 | 22 | 41 | 9   | 156 | 245 | 53  |

| U.S. Division         | GP | W  | L  | OTL | GF  | GA  | Pts |
| --------------------- | -- | -- | -- | --- | --- | --- | --- |
| Everett Silvertips    | 72 | 54 | 15 | 3   | 239 | 142 | 111 |
| Tri-City Americans    | 72 | 47 | 23 | 2   | 240 | 190 | 96  |
| Seattle Thunderbirds  | 72 | 37 | 21 | 14  | 209 | 186 | 88  |
| Spokane Chiefs        | 72 | 36 | 28 | 8   | 232 | 217 | 80  |
| Portland Winter Hawks | 72 | 17 | 52 | 3   | 146 | 316 | 37  |

### Beste Scorer
Abkürzungen: GP = Spiele, G = Tore, A = Assists, Pts = Punkte, PIM = Strafminuten; Fett: Saisonbestwert
| Spieler         | Team                  | GP | G  | A  | Pts | PIM |
| --------------- | --------------------- | -- | -- | -- | --- | --- |
| Zach Hamill     | Everett Silvertips    | 69 | 32 | 61 | 93  | 90  |
| Steve DaSilva   | Kootenay Ice          | 71 | 38 | 53 | 91  | 108 |
| Zach Boychuk    | Lethbridge Hurricanes | 69 | 31 | 60 | 91  | 52  |
| Ryan White      | Calgary Hitmen        | 72 | 34 | 55 | 89  | 97  |
| Codey Burki     | Brandon Wheat Kings   | 70 | 36 | 49 | 85  | 83  |
| Martin Hanzal   | Red Deer Rebels       | 60 | 26 | 59 | 85  | 94  |
| Mitch Fadden    | Lethbridge Hurricanes | 71 | 36 | 48 | 84  | 54  |
| Riley Holzapfel | Moose Jaw Warriors    | 72 | 39 | 43 | 82  | 94  |
| Mark Santorelli | Chilliwack Bruins     | 72 | 29 | 53 | 82  | 46  |
| Mark Derlago    | Brandon Wheat Kings   | 72 | 46 | 35 | 81  | 34  |

### Beste Torhüter
Abkürzungen: GP = Spiele, TOI = Eiszeit (in Minuten), W = Siege, L = Niederlagen, OTL = Overtime/Shootout-Niederlagen, GA = Gegentore, SO = Shutouts, Sv% = gehaltene Schüsse (in %), GAA = Gegentorschnitt
| Spieler        | Team                           | GP | TOI  | W  | L  | OTL | GA  | SO | Sv%  | GAA  |
| -------------- | ------------------------------ | -- | ---- | -- | -- | --- | --- | -- | ---- | ---- |
| Leland Irving  | Everett Silvertips             | 48 | 2802 | 34 | 10 | 2   | 87  | 11 | 92,9 | 1,86 |
| Taylor Dakers  | Kootenay Ice                   | 48 | 2831 | 33 | 12 | 2   | 102 | 5  | 91,9 | 2,16 |
| David Reekie   | Regina Pats Everett Silvertips | 31 | 1796 | 21 | 9  | 0   | 59  | 3  | 91,7 | 1,97 |
| Derek Yeomans  | Seattle Thunderbirds           | 55 | 3304 | 30 | 15 | 9   | 117 | 5  | 91,7 | 2,12 |
| Tyson Sexsmith | Vancouver Giants               | 51 | 3047 | 31 | 14 | 8   | 91  | 10 | 91,5 | 1,79 |

## Play-offs

### Play-off-Baum
|  | Conference-Viertelfinale | Conference-Viertelfinale | Conference-Viertelfinale |                       |                     | Conference-Halbfinale | Conference-Halbfinale | Conference-Halbfinale |  |  | Conference-Finale | Conference-Finale | Conference-Finale |  |  | WHL-Meisterschaft | WHL-Meisterschaft | WHL-Meisterschaft |
|  |                          |                          |                          |                       |                     |                       |                       |                       |  |  |                   |                   |                   |  |  |                   |                   |                   |
|  | E1                       | Brandon Wheat Kings      | 4                        |                       |                     |                       |                       |                       |  |  |                   |                   |                   |  |  |                   |                   |                   |
|  | E4                       | Prince Albert Raiders    | 1                        |                       |                     |                       |                       |                       |  |  |                   |                   |                   |  |  |                   |                   |                   |
|  | E4                       | Prince Albert Raiders    | 1                        | E1                    | Brandon Wheat Kings | 2                     |                       |                       |  |  |                   |                   |                   |  |  |                   |                   |                   |
|  |                          |                          |                          | E1                    | Brandon Wheat Kings | 2                     |                       |                       |  |  |                   |                   |                   |  |  |                   |                   |                   |
|  |                          |                          | C3                       | Calgary Hitmen        | 4                   |                       |                       |                       |  |  |                   |                   |                   |  |  |                   |                   |                   |
|  | C3                       | Calgary Hitmen           | C3                       | Calgary Hitmen        | 4                   | 4                     |                       |                       |  |  |                   |                   |                   |  |  |                   |                   |                   |
|  | C3                       | Calgary Hitmen           |                          |                       |                     | 4                     |                       |                       |  |  |                   |                   |                   |  |  |                   |                   |                   |
|  | C2                       | Kootenay Ice             | 3                        |                       |                     |                       |                       |                       |  |  |                   |                   |                   |  |  |                   |                   |                   |
|  | C2                       | Kootenay Ice             | 3                        | C3                    | Calgary Hitmen      | 1                     |                       |                       |  |  |                   |                   |                   |  |  |                   |                   |                   |
|  |                          |                          |                          | C3                    | Calgary Hitmen      | 1                     | Eastern Conference    |                       |  |  |                   |                   |                   |  |  |                   |                   |                   |
|  |                          | C1                       | Medicine Hat Tigers      | 4                     |                     |                       |                       |                       |  |  |                   |                   |                   |  |  |                   |                   |                   |
|  | C1                       | C1                       | Medicine Hat Tigers      | 4                     | Medicine Hat Tigers | 4                     |                       |                       |  |  |                   |                   |                   |  |  |                   |                   |                   |
|  | C1                       |                          |                          |                       | Medicine Hat Tigers | 4                     |                       |                       |  |  |                   |                   |                   |  |  |                   |                   |                   |
|  | C4                       | Red Deer Rebels          | 3                        |                       |                     |                       |                       |                       |  |  |                   |                   |                   |  |  |                   |                   |                   |
|  | C4                       | Red Deer Rebels          | 3                        | C1                    | Medicine Hat Tigers | 4                     |                       |                       |  |  |                   |                   |                   |  |  |                   |                   |                   |
|  |                          |                          |                          | C1                    | Medicine Hat Tigers | 4                     |                       |                       |  |  |                   |                   |                   |  |  |                   |                   |                   |
|  |                          |                          | E2                       | Regina Pats           | 0                   |                       |                       |                       |  |  |                   |                   |                   |  |  |                   |                   |                   |
|  | E3                       | Swift Current Broncos    | E2                       | Regina Pats           | 0                   | 2                     |                       |                       |  |  |                   |                   |                   |  |  |                   |                   |                   |
|  | E3                       | Swift Current Broncos    |                          |                       |                     |                       |                       |                       |  |  |                   |                   |                   |  |  |                   |                   |                   |
|  | E2                       | Regina Pats              | 4                        |                       |                     |                       |                       |                       |  |  |                   |                   |                   |  |  |                   |                   |                   |
|  | E2                       | Regina Pats              | 4                        | C1                    | Medicine Hat Tigers | 4                     |                       |                       |  |  |                   |                   |                   |  |  |                   |                   |                   |
|  |                          |                          |                          |                       |                     |                       |                       |                       |  |  |                   |                   |                   |  |  |                   |                   |                   |
|  |                          | B1                       | Vancouver Giants         | 3                     |                     |                       |                       |                       |  |  |                   |                   |                   |  |  |                   |                   |                   |
|  | B1                       | B1                       | Vancouver Giants         | 3                     | Vancouver Giants    | 4                     |                       |                       |  |  |                   |                   |                   |  |  |                   |                   |                   |
|  | B1                       |                          |                          |                       | Vancouver Giants    | 4                     |                       |                       |  |  |                   |                   |                   |  |  |                   |                   |                   |
|  | B4                       | Chilliwack Bruins        | 1                        |                       |                     |                       |                       |                       |  |  |                   |                   |                   |  |  |                   |                   |                   |
|  | B4                       | Chilliwack Bruins        | 1                        | B1                    | Vancouver Giants    | 4                     |                       |                       |  |  |                   |                   |                   |  |  |                   |                   |                   |
|  |                          |                          |                          | B1                    | Vancouver Giants    | 4                     |                       |                       |  |  |                   |                   |                   |  |  |                   |                   |                   |
|  |                          |                          | U3                       | Seattle Thunderbirds  | 1                   |                       |                       |                       |  |  |                   |                   |                   |  |  |                   |                   |                   |
|  | U3                       | Seattle Thunderbirds     | U3                       | Seattle Thunderbirds  | 1                   | 4                     |                       |                       |  |  |                   |                   |                   |  |  |                   |                   |                   |
|  | U3                       | Seattle Thunderbirds     |                          |                       |                     | 4                     |                       |                       |  |  |                   |                   |                   |  |  |                   |                   |                   |
|  | U2                       | Tri-City Americans       | 2                        |                       |                     |                       |                       |                       |  |  |                   |                   |                   |  |  |                   |                   |                   |
|  | U2                       | Tri-City Americans       | 2                        | B1                    | Vancouver Giants    | 4                     |                       |                       |  |  |                   |                   |                   |  |  |                   |                   |                   |
|  |                          |                          |                          | B1                    | Vancouver Giants    | 4                     | Western Conference    |                       |  |  |                   |                   |                   |  |  |                   |                   |                   |
|  |                          | B3                       | Prince George Cougars    | 1                     |                     |                       |                       |                       |  |  |                   |                   |                   |  |  |                   |                   |                   |
|  | U1                       | B3                       | Prince George Cougars    | 1                     | Everett Silvertips  | 4                     |                       |                       |  |  |                   |                   |                   |  |  |                   |                   |                   |
|  | U1                       |                          |                          |                       |                     |                       |                       |                       |  |  |                   |                   |                   |  |  |                   |                   |                   |
|  | U4                       | Spokane Chiefs           | 2                        |                       |                     |                       |                       |                       |  |  |                   |                   |                   |  |  |                   |                   |                   |
|  | U4                       | Spokane Chiefs           | 2                        | U1                    | Everett Silvertips  | 2                     |                       |                       |  |  |                   |                   |                   |  |  |                   |                   |                   |
|  |                          |                          |                          | U1                    | Everett Silvertips  | 2                     |                       |                       |  |  |                   |                   |                   |  |  |                   |                   |                   |
|  |                          |                          | B3                       | Prince George Cougars | 4                   |                       |                       |                       |  |  |                   |                   |                   |  |  |                   |                   |                   |
|  | B3                       | Prince George Cougars    | B3                       | Prince George Cougars | 4                   | 4                     |                       |                       |  |  |                   |                   |                   |  |  |                   |                   |                   |
|  | B3                       | Prince George Cougars    |                          |                       |                     |                       |                       |                       |  |  |                   |                   |                   |  |  |                   |                   |                   |
|  | B2                       | Kamloops Blazers         | 0                        |                       |                     |                       |                       |                       |  |  |                   |                   |                   |  |  |                   |                   |                   |

### President’s-Cup-Sieger
| President’s-Cup-Sieger Medicine Hat Tigers | Torhüter: Ryan Holfeld, Matt Keetley Verteidiger: Gord Baldwin, Jordan Bendfeld, Shayne Brown, Trevor Glass, Mark Isherwood, Kris Russell, Michael Sauer, David Schlemko Angreifer: Brennan Bosch, Bretton Cameron, Derek Dorsett, Tyler Ennis, Colton Grant, Darren Helm, Jordan Hickmott, Matt Lowry, Jakub Rumpel, Jerrid Sauer, Chris Stevens, Tyler Swystun, Daine Todd, Kevin Undershute, Scott Wasden Cheftrainer und General Manager: Willie Desjardins |

### Beste Scorer
Abkürzungen: GP = Spiele, G = Tore, A = Assists, Pts = Punkte, PIM = Strafminuten; Fett: Saisonbestwert
| Spieler          | Team                  | GP | G  | A  | Pts | PIM |
| ---------------- | --------------------- | -- | -- | -- | --- | --- |
| Michal Řepík     | Vancouver Giants      | 22 | 10 | 16 | 26  | 24  |
| Darren Helm      | Medicine Hat Tigers   | 23 | 10 | 12 | 22  | 41  |
| Devin Setoguchi  | Prince George Cougars | 15 | 11 | 10 | 21  | 24  |
| Jared Walker     | Prince George Cougars | 15 | 8  | 13 | 21  | 18  |
| Kenndal McArdle  | Vancouver Giants      | 22 | 11 | 9  | 20  | 49  |
| Wacey Rabbit     | Vancouver Giants      | 22 | 11 | 9  | 20  | 16  |
| Spencer Machacek | Vancouver Giants      | 22 | 9  | 11 | 20  | 14  |
| Nick Drazenovic  | Prince George Cougars | 15 | 9  | 10 | 19  | 6   |
| Chris Stevens    | Medicine Hat Tigers   | 23 | 8  | 11 | 19  | 28  |
| Milan Lucic      | Vancouver Giants      | 22 | 7  | 12 | 19  | 26  |
| Kris Russell     | Medicine Hat Tigers   | 23 | 4  | 15 | 19  | 24  |

### Beste Torhüter
Abkürzungen: GP = Spiele, TOI = Eiszeit (in Minuten), W = Siege, L = Niederlagen, OTL = Overtime/Shootout-Niederlagen, GA = Gegentore, SO = Shutouts, Sv% = gehaltene Schüsse (in %), GAA = Gegentorschnitt
| Spieler        | Team                  | GP | TOI  | W  | L | GA | SO | Sv%  | GAA  |
| -------------- | --------------------- | -- | ---- | -- | - | -- | -- | ---- | ---- |
| Taylor Dakers  | Kootenay Ice          | 7  | 429  | 3  | 2 | 18 | 1  | 92,2 | 2,52 |
| Scott Bowles   | Prince George Cougars | 4  | 223  | 1  | 2 | 12 | 0  | 91,7 | 3,23 |
| Matt Keetley   | Medicine Hat Tigers   | 23 | 1407 | 16 | 7 | 51 | 4  | 91,6 | 2,18 |
| Tyson Sexsmith | Vancouver Giants      | 22 | 1339 | 14 | 3 | 40 | 4  | 91,4 | 1,79 |

## Auszeichnungen

### All-Star-Teams

#### Eastern Conference
| First All-Star-Team | First All-Star-Team                          |
| ------------------- | -------------------------------------------- |
| Angriff:            | Steve DaSilva – Ryan White – Riley Holzapfel |
| Verteidigung:       | Michael Busto – Kris Russell                 |
| Tor:                | Matt Keetley                                 |

| Second All-Star-Team | Second All-Star-Team                       |
| -------------------- | ------------------------------------------ |
| Angriff:             | Zach Boychuk – Darren Helm – Martin Hanzal |
| Verteidigung:        | Karl Alzner – David Schlemko               |
| Tor:                 | Taylor Dakers                              |

#### Western Conference
| First All-Star-Team | First All-Star-Team                        |
| ------------------- | ------------------------------------------ |
| Angriff:            | Peter Mueller – Zach Hamill – Aaron Gagnon |
| Verteidigung:       | Cody Franson – Ray Macias                  |
| Tor:                | Carey Price                                |

| Second All-Star-Team | Second All-Star-Team                              |
| -------------------- | ------------------------------------------------- |
| Angriff:             | Colton Yellow Horn – Reid Jorgensen – Brock Nixon |
| Verteidigung:        | Ty Wishart – Jason Fransoo/Thomas Hickey*         |
| Tor:                 | Leland Irving                                     |

* Fransoo und Hickey erhielten in der Abstimmung gleich viele Stimmen.

### Vergebene Trophäen
| Auszeichnung                      | Auszeichnung                 | Team                  |
| --------------------------------- | ---------------------------- | --------------------- |
| Scotty Munro Memorial Trophy      | Scotty Munro Memorial Trophy | Everett Silvertips    |
| Auszeichnung                      | Spieler                      | Team                  |
| Four Broncos Memorial Trophy      | Kris Russell                 | Medicine Hat Tigers   |
| Bob Clarke Trophy                 | Zach Hamill                  | Everett Silvertips    |
| Bill Hunter Memorial Trophy       | Kris Russell                 | Medicine Hat Tigers   |
| Jim Piggott Memorial Trophy       | Kyle Beach                   | Everett Silvertips    |
| Del Wilson Trophy                 | Carey Price                  | Tri-City Americans    |
| WHL Plus-Minus Award              | Jonathon Blum                | Vancouver Giants      |
| Brad Hornung Trophy               | Aaron Gagnon                 | Seattle Thunderbirds  |
| Daryl K. (Doc) Seaman Trophy      | Keith Aulie                  | Regina Pats           |
| Dunc McCallum Memorial Trophy     | Cory Clouston                | Brandon Wheat Kings   |
| Lloyd Saunders Memorial Trophy    | Bob Tory                     | Tri-City Americans    |
| Allan Paradice Memorial Trophy    | Andy Thiessen                |                       |
| St. Clair Group Trophy            | Bruce Vance                  | Prince Albert Raiders |
| Doug Wickenheiser Memorial Trophy | Kyle Moir                    | Swift Current Broncos |
| WHL Playoff MVP                   | Matt Keetley                 | Medicine Hat Tigers   |